# Kapuzinerstraße (München)
Die Kapuzinerstraße ist eine Innerortsstraße im Stadtbezirk Ludwigsvorstadt-Isarvorstadt (Nr. 2) von München.

## Verlauf
Die Straße verläuft in Fortsetzung der Herzog-Heinrich-Straße von der Lindwurmstraße zunächst in südöstlicher Richtung zum Kapuzinerplatz (am Kapuzinerplatz 5 die ehemalige Braustätte der Brauerei Thomas, 1928 von Paulaner übernommen), an dem sie die Tumblingerstraße kreuzt. Von dort führt sie weiter in jetzt mehr östlicher Richtung geradlinig zur Isar und lässt dabei den Alten Südlichen Friedhof links und das Kapuzinerkloster St. Anton mit der Kirche St. Anton rechts liegen. Nach Überquerung des kreuzenden Straßenzugs Isartalstraße/Pestalozzistraße werden der Westermühlbach und der aufgelassene und seit 1966 trockene Pesenbach gequert. Die Straße mündet dann am Baldeplatz auf die einen Teil der Isarparallele bildenden Straßenzüge Auenstraße und Wittelsbacherstraße und geht in die Isarquerung der Wittelsbacherbrücke über, die zur Humboldtstraße in Untergiesing führt.

## Öffentlicher Verkehr
Durch die Straße führt die Metrobuslinie 58/68 der MVG, die westlich zum U-Bahnhof Goetheplatz und östlich zum U-Bahnhof Kolumbusplatz verläuft. Die früher durch die Kapuzinerstraße fahrende Straßenbahnlinie 17 ist seit 1983 auf dieser Relation eingestellt.

## Namensgeber
Die Straße ist nach dem 1846/47 hier bei der Schmerzhaften Kapelle errichteten Kapuzinerkloster St. Anton benannt.

## Charakteristik
Die Straße ist eine wichtige Querachse in der Isarvorstadt.

## Gebäude

### Denkmalgeschützte Gebäude

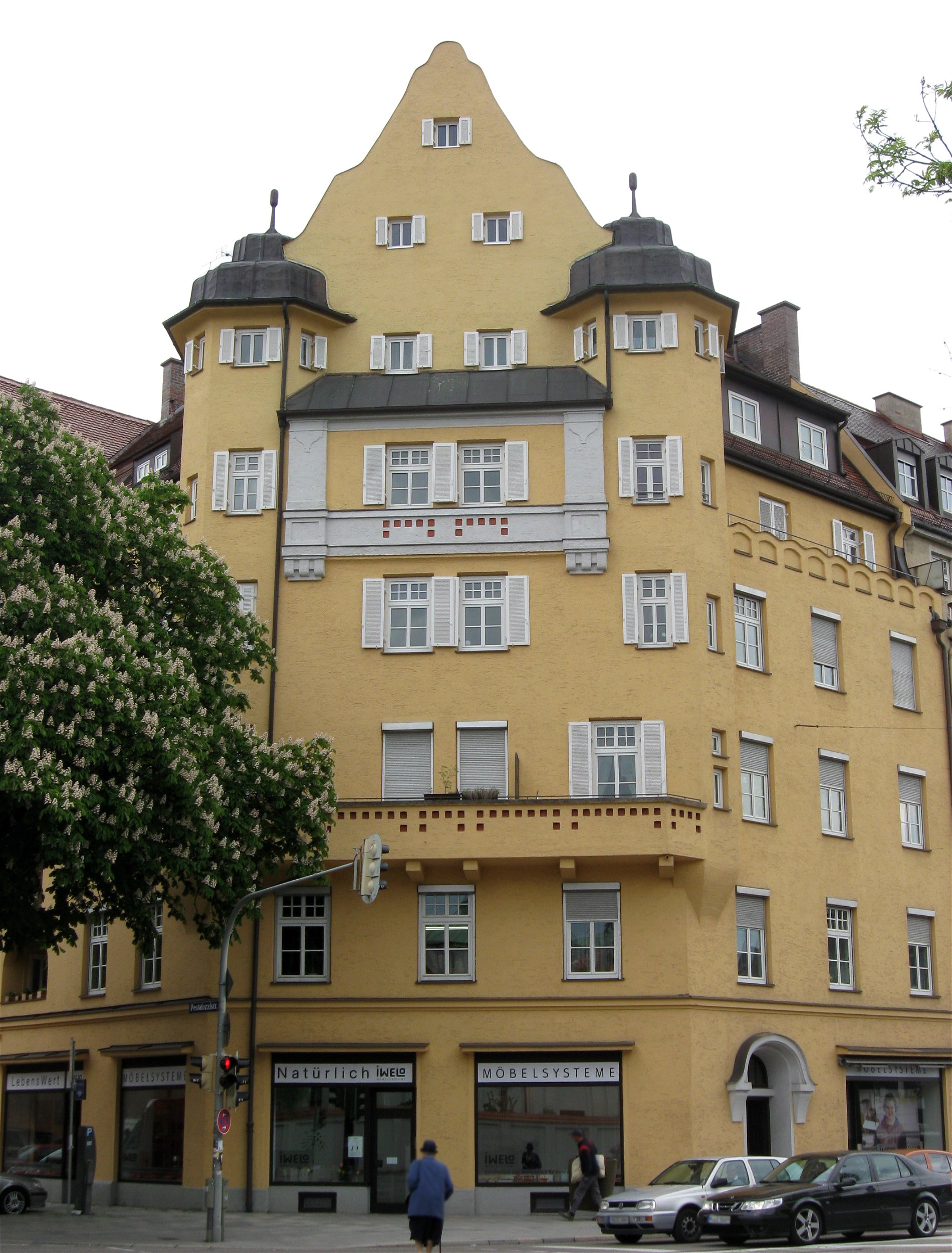
Doppelmietshaus Kapuzinerstraße 33/35

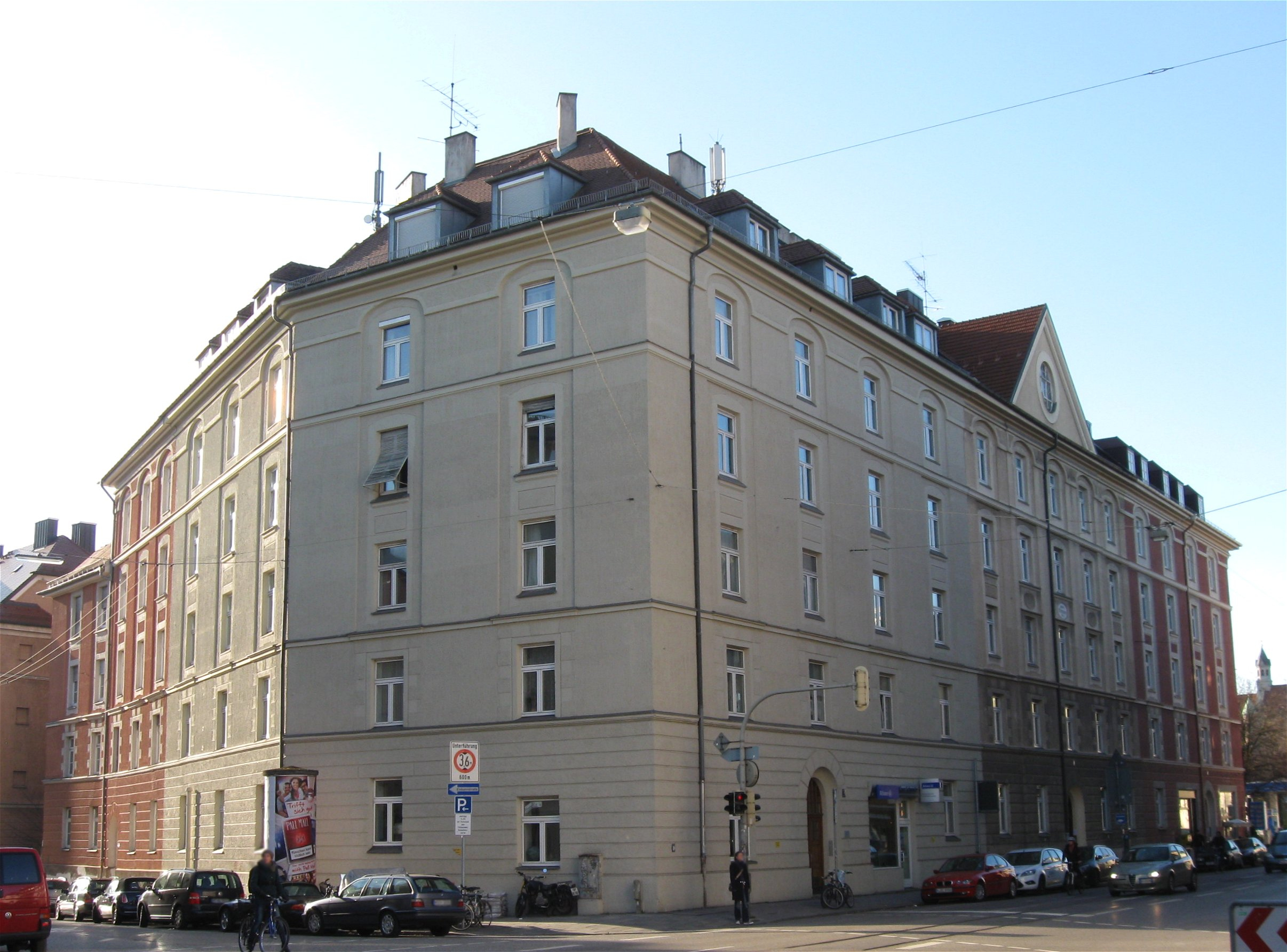
Wohnhausblock Kapuzinerstraße 48–52

- Mietshäuser Kapuzinerstraße 19, 23, 27/27a, 29, 31, 33/35, 37, 41, 43 (alle auf der Nordseite), einheitlicher Wohnhausblock Kapuzinerstraße 48/50/52

- Kirchen und Klöster:

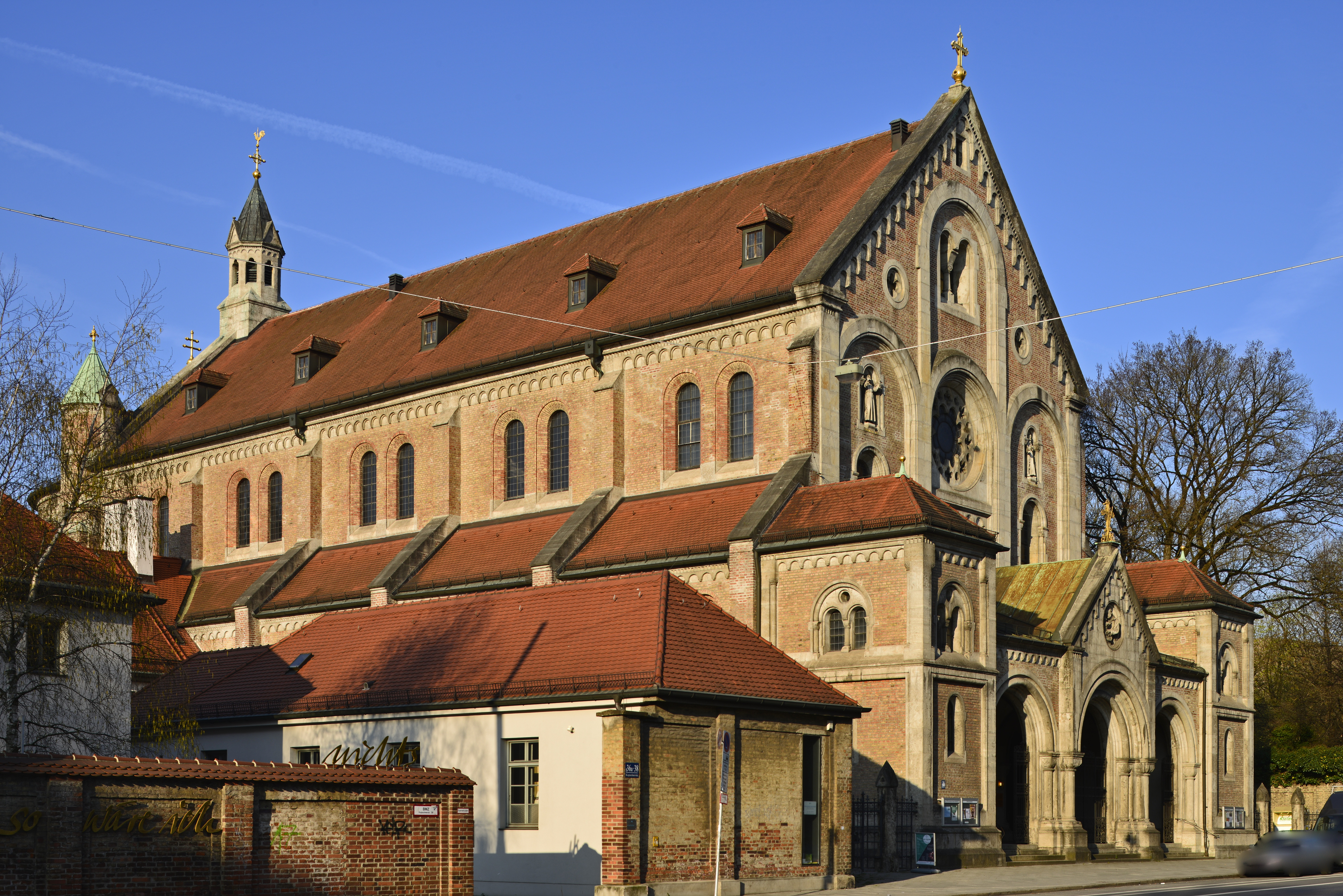
Kirche St. Anton

- - Katholische Pfarrkirche St. Anton, Hausnr. 36
  - Kapuzinerkloster St. Anton, Hausnr. 38, mit Schmerzhafter Kapelle

Einzelheiten siehe Liste der Baudenkmäler in der Isarvorstadt#K.

### Sonstiges

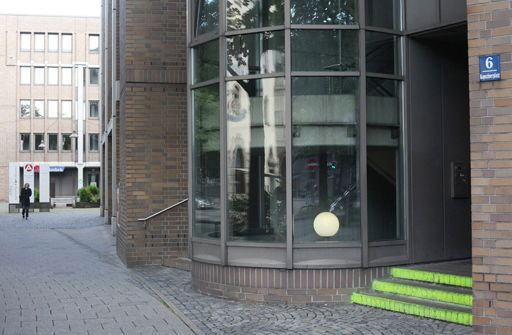
Agentur für Arbeit

- Agentur für Arbeit, Kapuzinerstraße 26.

### Angrenzend bzw. in der Nähe
- Das Ensemble Dreimühlenviertel.

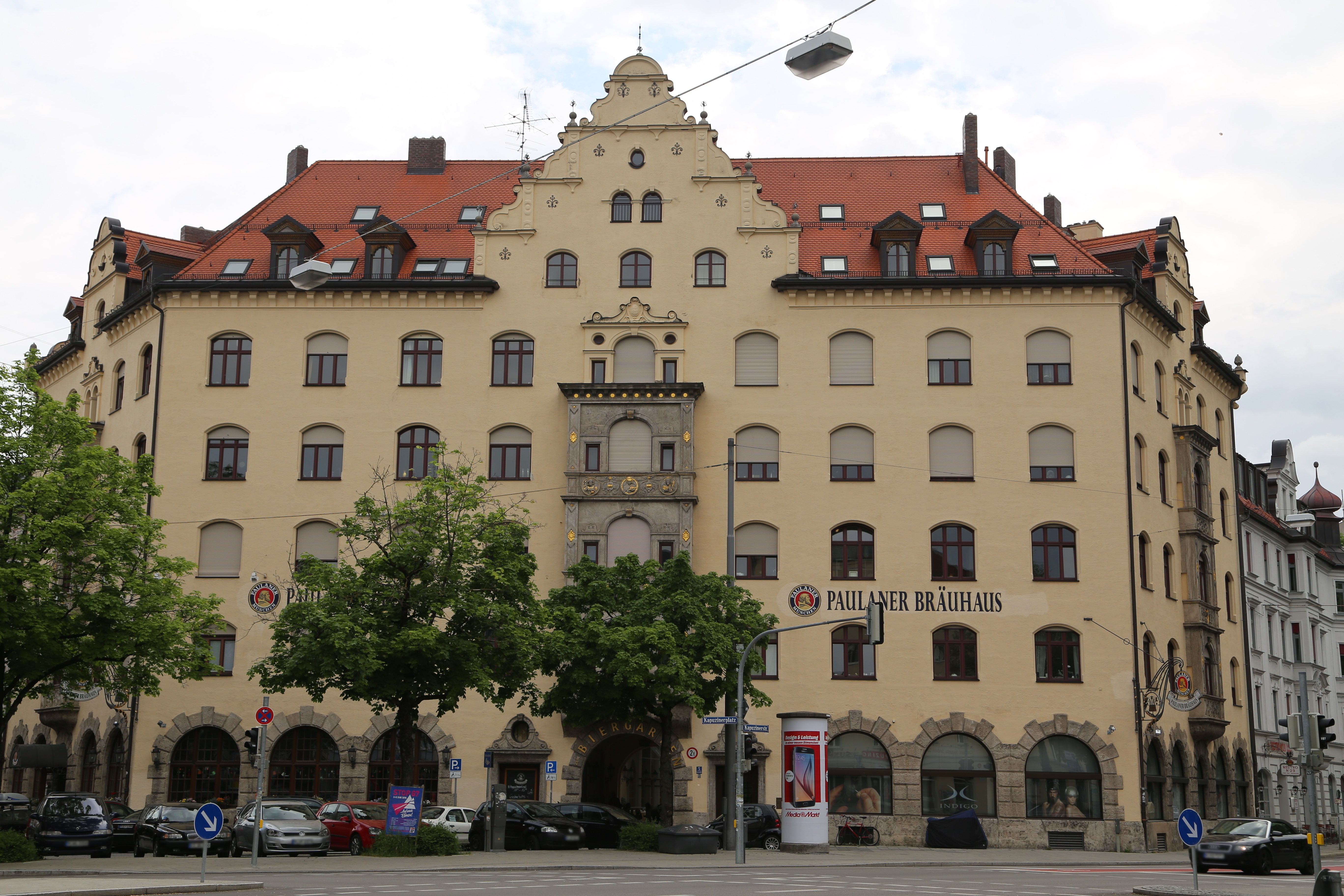
Ehemaliger Thomasbräukeller

- Ehemaliger Thomasbräukeller, Kapuzinerplatz 5.

## Kunstwerke

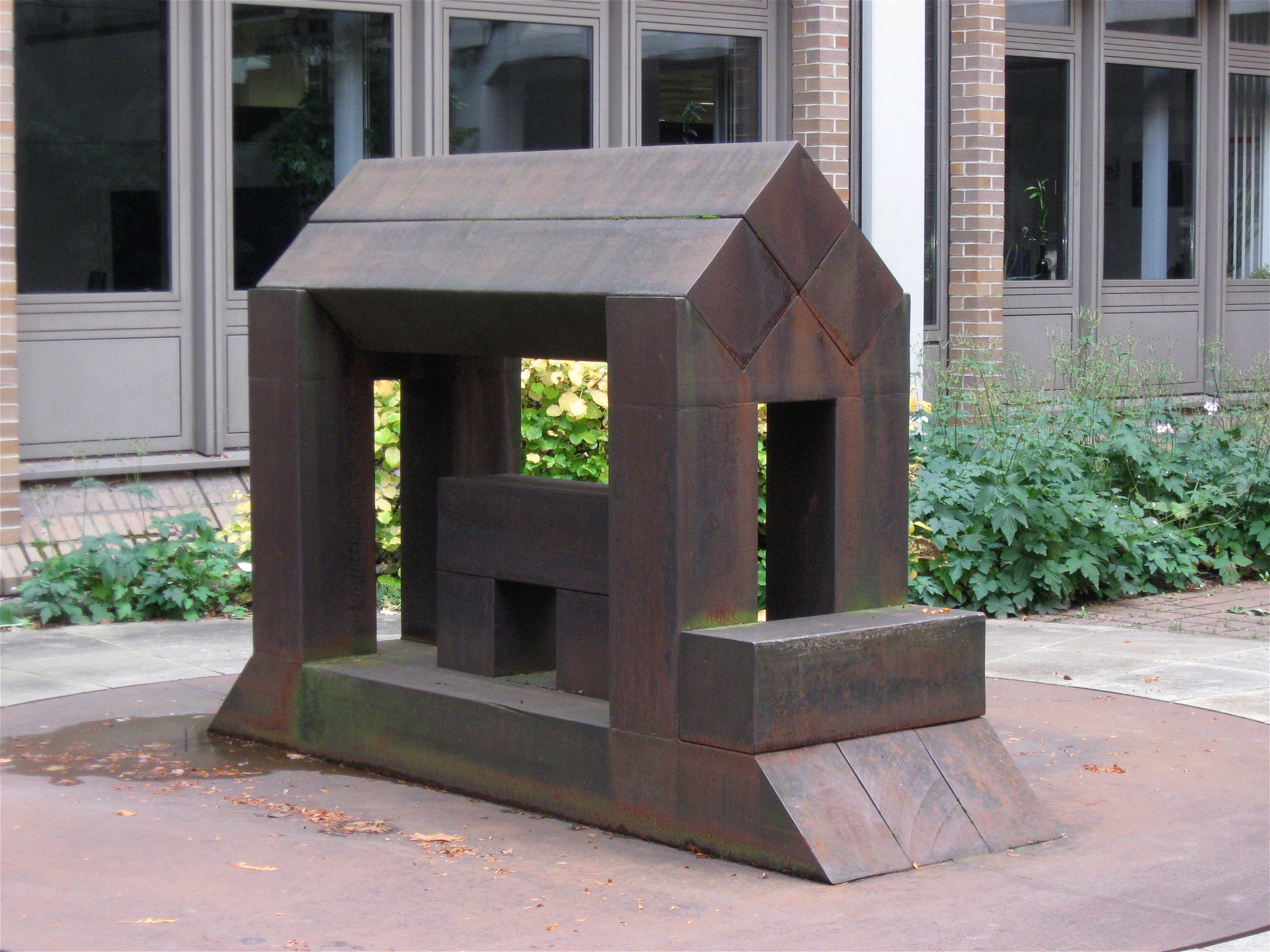
Georg Seibert: Das Haus

- Trilogie für das Arbeitsamt, vor Hausnr. 26, 1985/86 von Georg Seibert